# オン・エア〜ライヴ・アット・ザ・BBC Vol.2
『オン・エア〜ライヴ・アット・ザ・BBC Vol.2』（On Air  –  Live at the BBC Volume 2）は、ビートルズの2枚組ライブ・コンピレーション・アルバムである。2013年11月11日に発売された。

## 概要
1963年1月から1965年3月までにBBCラジオ出演時の音源を収録した作品で、BBCラジオ出演時の音源が公式で発表されたのは、1994年に発売の『ザ・ビートルズ・ライヴ!! アット・ザ・BBC』以来19年ぶりかつ2作目となる。
2013年11月11日に『ライヴ・アット・ザ・BBC Vol.1』と共に発売され、12月11日にはこの2作をコンパイルした『ライヴ・アット・ザ・BBC 〜ザ・コレクション』が発売された。
演奏された楽曲は、ビートルズの『プリーズ・プリーズ・ミー』、『ウィズ・ザ・ビートルズ』、『ハード・デイズ・ナイト』、『ビートルズ・フォー・セール』の4作のアルバムからの楽曲が多くを占めている。リトル・リチャードやチャック・ベリーなどロックンロールやポップスのカバーも含まれており、うち2曲はこれまで未発表となっていたカバー曲となっている。
本作の発売に合わせ、本作に収録の「ワーズ・オブ・ラヴ」のミュージック・ビデオが制作された。このミュージック・ビデオは、1995年に発売の「フリー・アズ・ア・バード」以来2作目となる実写の映像とアニメーションを合成した作品となっている。

## 収録曲
※作者およびリード・ボーカルの欄に記載がないトラックは、会話を収めた音源となっている。
| #         | タイトル                                                                             | 作詞・作曲 | リード・ボーカル                      | 時間  |
| --------- | ------------------------------------------------------------------------------------ | --- | ------------------------------------- | ----- |
| 1.        | 「アンド・ヒア・ウィ・アー・アゲイン」(And Here We Are Again)                        | |                                       | 0:15  |
| 2.        | 「ワーズ・オブ・ラヴ」(Words of Love)                                                | バディ・ホリー | ジョン・レノン ポール・マッカートニー | 1:56  |
| 3.        | 「ハウ・アバウト・イット、ゴージャス?」(How About It, Gorgeous?)                     | |                                       | 0:27  |
| 4.        | 「ドゥ・ユー・ウォント・トゥ・ノウ・ア・シークレット」(Do You Want To Know A Secret) | レノン＝マッカートニー | ジョージ・ハリスン                    | 1:48  |
| 5.        | 「ルシール」(Lucille)                                                                | アルバート・コリンズ リトル・リチャード | ポール・マッカートニー                | 2:29  |
| 6.        | 「ヘイ、ポール」(Hey, Paul...)                                                       | |                                       | 0:21  |
| 7.        | 「アンナ」(Anna (Go To Him))                                                         | アーサー・アレキサンダー | ジョン・レノン                        | 2:50  |
| 8.        | 「ハロー!」(Hello!)                                                                  | |                                       | 0:19  |
| 9.        | 「プリーズ・プリーズ・ミー」(Please Please Me)                                       | レノン＝マッカートニー | ジョン・レノン ポール・マッカートニー | 1:56  |
| 10.       | 「ミズリー」(Misery)                                                                 | レノン＝マッカートニー | ジョン・レノン ポール・マッカートニー | 1:50  |
| 11.       | 「アイム・トーキング・アバウト・ユー」(I'm Talking About You)                        | チャック・ベリー | レノン＝マッカートニー                | 1:52  |
| 12.       | 「ア・リアル・トリート」(A Real Treat)                                               | |                                       | 0:37  |
| 13.       | 「ボーイズ」(Boys)                                                                   | ルーサー・ディクソン （ 英語版 ） ウェス・ファレル （ 英語版 ）                                                                                            | リンゴ・スター                        | 2:29  |
| 14.       | 「アブソルートリー・ファブ」(Absolutely Fab)                                         | |                                       | 0:27  |
| 15.       | 「チェインズ」(Chains)                                                               | ジェリー・ゴフィン キャロル・キング | ジョージ・ハリスン                    | 2:15  |
| 16.       | 「アスク・ミー・ホワイ」(Ask Me Why)                                                 | レノン＝マッカートニー | ジョン・レノン                        | 1:54  |
| 17.       | 「ティル・ゼア・ウォズ・ユー]」(Till There Was You)                                  | メレディス・ウィルソン | ポール・マッカートニー                | 2:16  |
| 18.       | 「レンド・ミー・ユア・コーム」(Lend Me Your Comb)                                    | ケイ・トゥーミー （ 英語版 ） フレッド・ワイズ （ 英語版 ） ベン・ワイズマン （ 英語版 ）                                                                  | ジョン・レノン ポール・マッカートニー | 1:46  |
| 19.       | 「ロワー・5E」(Lower 5E)                                                             | |                                       | 0:23  |
| 20.       | 「ザ・ヒッピー・ヒッピー・シェイク」(Hippy Hippy Shake)                              | チャン・ロメオ | ポール・マッカートニー                | 1:46  |
| 21.       | 「ロール・オーバー・ベートーヴェン」(Roll Over Beethoven)                            | チャック・ベリー | ジョージ・ハリスン                    | 2:22  |
| 22.       | 「ゼアズ・ア・プレイス」(There's A Place)                                            | レノン＝マッカートニー | ジョン・レノン ポール・マッカートニー | 1:49  |
| 23.       | 「バンパー・バンドル」(Bumper Bundle)                                                | |                                       | 0:49  |
| 24.       | 「P.S.アイ・ラヴ・ユー」(P.S. I Love You)                                            | レノン＝マッカートニー | ポール・マッカートニー                | 1:59  |
| 25.       | 「プリーズ・ミスター・ポストマン」(Please Mister Postman)                            | ジョージア・ドビンズ （ 英語版 ） ウィリアム・ガレット フレディ・ゴーマン （ 英語版 ） ブライアン・オランダ （ 英語版 ） ロバート・ベイトマン （ 英語版 ） | ジョン・レノン                        | 2:17  |
| 26.       | 「ビューティフル・ドリーマー」(Beautiful Dreamer)                                    | スティーブン・フォスター ジェリー・ゴフィン ジャック・ケラー                                                                                               | ポール・マッカートニー                | 1:46  |
| 27.       | 「デヴィル・イン・ハー・ハート」(Devil In Her Heart)                                 | リチャード・ドラプキン | ジョージ・ハリスン                    | 2:22  |
| 28.       | 「ザ・フォーティー・ナイン・ウィークス」(The 49 Weeks)                               | |                                       | 0:17  |
| 29.       | 「シュアー・トゥ・フォール」(Sure To Fall (In Love With You))                        | ウィリアム・カントレル | ポール・マッカートニー                | 2:21  |
| 30.       | 「ネヴァー・マインド、エン?」(Never Mind, Eh?)                                       | |                                       | 0:34  |
| 31.       | 「ツイスト・アンド・シャウト」(Twist And Shout)                                      | フィル・メドレー （ 英語版 ） バート・ラッセル （ 英語版 ）                                                                                                | ジョン・レノン                        | 2:25  |
| 32.       | 「バイ、バイ」(Bye, Bye)                                                             | |                                       | 0:24  |
| 33.       | 「ジョン―ポップ・プロフィール」(John – Pop Profile)                                  | |                                       | 8:22  |
| 34.       | 「ジョージ―ポップ・プロフィール」(George – Pop Profile)                              | |                                       | 8:06  |
| 合計時間: | 合計時間:                                                                            | 合計時間: | 合計時間:                             | 65:49 |

| #         | タイトル                                                                              | 作詞・作曲                                                                                     | リード・ボーカル                                                        | 時間  |
| --------- | ------------------------------------------------------------------------------------- | ---------------------------------------------------------------------------------------------- | ----------------------------------------------------------------------- | ----- |
| 1.        | 「アイ・ソー・ハー・スタンディング・ゼア」(I Saw Her Standing There)                  | レノン＝マッカートニー                                                                         | ポール・マッカートニー                                                  | 2:36  |
| 2.        | 「グラッド・オール・オーヴァー」(Glad All Over)                                       | アーロン・シェロダー （ 英語版 ） シッド・テッパー （ 英語版 ） ロイ・C・ベネット （ 英語版 ） | ジョージ・ハリスン                                                      | 1:53  |
| 3.        | 「リフト・リッド・アゲイン」(Lift Lid Again)                                          |                                                                                                |                                                                         | 0:37  |
| 4.        | 「アイル・ゲット・ユー」(I'll Get You)                                                | レノン＝マッカートニー                                                                         | ジョン・レノン ポール・マッカートニー                                   | 2:02  |
| 5.        | 「シー・ラヴズ・ユー」(She Loves You)                                                 | レノン＝マッカートニー                                                                         | ジョン・レノン ポール・マッカートニー                                   | 2:15  |
| 6.        | 「メンフィス、テネシー」(Memphis, Tennessee)                                          | チャック・ベリー                                                                               | ジョン・レノン                                                          | 2:15  |
| 7.        | 「ハッピー・バースデイ・ディア・サタデイ・クラブ」(Happy Birthday Dear Saturday Club) | -                                                                                              | ジョン・レノン ポール・マッカートニー ジョージ・ハリスン リンゴ・スター | 0:33  |
| 8.        | 「ナウ・ハッシュ、ハッシュ」(Now Hush, Hush)                                          |                                                                                                |                                                                         | 0:25  |
| 9.        | 「フロム・ミー・トゥ・ユー」(From Me To You)                                          | レノン＝マッカートニー                                                                         | ジョン・レノン ポール・マッカートニー                                   | 1:51  |
| 10.       | 「マネー」(Money (That's What I Want))                                                | ジェイニー・ブラッドフォード （ 英語版 ） ベリー・ゴーディ                                     | ジョン・レノン                                                          | 2:43  |
| 11.       | 「抱きしめたい」(I Want To Hold Your Hand)                                            | レノン＝マッカートニー                                                                         | ジョン・レノン ポール・マッカートニー                                   | 2:23  |
| 12.       | 「ブライアン・バスチューブス」(Brian Bathtubes)                                       |                                                                                                |                                                                         | 0:59  |
| 13.       | 「ジス・ボーイ」(This Boy)                                                            | レノン＝マッカートニー                                                                         | ジョン・レノン ポール・マッカートニー ジョージ・ハリスン                | 2:16  |
| 14.       | 「イフ・アイ・ワズント・イン・アメリカ」(If I Wasn't In America)                      |                                                                                                |                                                                         | 0:45  |
| 15.       | 「アイ・ゴット・ア・ウーマン」(I Got A Woman)                                         | レイ・チャールズ レナルド・リチャード                                                          | ジョン・レノン                                                          | 2:36  |
| 16.       | 「ロング・トール・サリー」(Long Tall Sally)                                           | エノトリス・ジョンソン ロバート・ブラックウェル リチャード・ペニーマン                         | ポール・マッカートニー                                                  | 1:58  |
| 17.       | 「恋におちたら」(If I Fell)                                                           | レノン＝マッカートニー                                                                         | ジョン・レノン ポール・マッカートニー                                   | 2:09  |
| 18.       | 「ア・ハード・ジョブ・ライティング・ゼム」(A Hard Job Writing Them)                   |                                                                                                |                                                                         | 1:20  |
| 19.       | 「アンド・アイ・ラヴ・ハー」(And I Love Her)                                          | レノン＝マッカートニー                                                                         | ポール・マッカートニー                                                  | 2:20  |
| 20.       | 「オー、キャント・ウィ? イエス・ウィ・キャン」(Oh, Can't We? Yes We Can)              |                                                                                                |                                                                         | 0:20  |
| 21.       | 「ユー・キャント・ドゥ・ザット」(You Can't Do That (Top Gear, 16 July 1964))          | レノン＝マッカートニー                                                                         | ジョン・レノン                                                          | 2:32  |
| 22.       | 「ハニー・ドント」(Honey Don't)                                                       | カール・パーキンス                                                                             | リンゴ・スター                                                          | 2:24  |
| 23.       | 「アイル・フォロー・ザ・サン」(I'll Follow The Sun)                                   | レノン＝マッカートニー                                                                         | ポール・マッカートニー                                                  | 1:51  |
| 24.       | 「グリーン・ウィズ・ブラック・シャッターズ」(Green With Black Shutters)               |                                                                                                |                                                                         | 0:59  |
| 25.       | 「カンサス・シティ／ヘイ・ヘイ・ヘイ・ヘイ!」(Kansas City / Hey-Hey-Hey-Hey!)         | ジェリー・リーバーとマイク・ストーラー/リチャード・ペニーマン                                  | ポール・マッカートニー                                                  | 2:43  |
| 26.       | 「ザッツ・ホワット・ウィアー・ヒア・フォー」(That's What We're Here For)              |                                                                                                |                                                                         | 0:24  |
| 27.       | 「アイ・フィール・ファイン (スタジオ・アウトテイク・シークエンス)」(I Feel Fine)      | レノン＝マッカートニー                                                                         | ジョン・レノン                                                          | 3:29  |
| 28.       | 「ポール―ポップ・プロフィール」(Paul – Pop Profile)                                   |                                                                                                |                                                                         | 7:50  |
| 29.       | 「リンゴ―ポップ・プロフィール」(Ringo – Pop Profile)                                  |                                                                                                |                                                                         | 8:04  |
| 合計時間: | 合計時間:                                                                             | 合計時間:                                                                                      | 合計時間:                                                               | 64:32 |

## 演奏
- ジョン・レノン - ボーカル、リズムギター、ハーモニカ
- ポール・マッカートニー - ボーカル、ベース、ギター
- ジョージ・ハリスン - リードギター、ボーカル
- リンゴ・スター - ドラムス、パーカッション、ボーカル

## チャート成績

### 週間チャート
| チャート (2013年)                      | 最高位 |
| -------------------------------------- | ------ |
| オーストラリア (ARIA)                  | 28     |
| オーストリア (Ö3 Austria)              | 7      |
| ベルギー (Ultratop Flanders)           | 17     |
| ベルギー (Ultratop Wallonia)           | 27     |
| カナダ (Billboard)                     | 7      |
| チェコ (ČNS IFPI)                      | 31     |
| デンマーク (Hitlisten)                 | 26     |
| オランダ (MegaCharts)                  | 6      |
| フィンランド (Suomen virallinen lista) | 18     |
| フランス (SNEP)                        | 26     |
| ドイツ (Offizielle Top 100)            | 8      |
| Greek Albums (IFPI)                    | 11     |
| アイルランド (IRMA)                    | 19     |
| イタリア (FIMI)                        | 26     |
| 日本 (オリコン)                        | 3      |
| ニュージーランド (RMNZ)                | 31     |
| ノルウェー (VG-lista)                  | 9      |
| ポルトガル (AFP)                       | 30     |
| スペイン (PROMUSICAE)                  | 16     |
| スウェーデン (Sverigetopplistan)       | 36     |
| スイス (Schweizer Hitparade)           | 19     |
| UK アルバムズ (OCC)                    | 12     |
| US Billboard 200                       | 7      |
| US Top Rock Albums (Billboard)         | 1      |

### 年間チャート
| チャート (2014年)              | 順位 |
| ------------------------------ | ---- |
| US Top Rock Albums (Billboard) | 56   |

## 認定
| 国/地域                                             | 認定     | 認定/売上数 |
| --------------------------------------------------- | -------- | ----------- |
| カナダ (Music Canada)                               | Platinum | 80,000^     |
| イギリス (BPI)                                      | Silver   | 60,000*     |
| * 認定のみに基づく売上数 ^ 認定のみに基づく出荷枚数 |          |             |